# Paracentrophyes praedictus
Paracentrophyes praedictus är en djurart som tillhör fylumet pansarmaskar, och som beskrevs av Higgins 1983. Paracentrophyes praedictus ingår i släktet Paracentrophyes och familjen Neocentrophyidae. Inga underarter finns listade i Catalogue of Life.